# Тоні Д'Амаріо
Тоні Д'Амаріо (1961 — 29 червня 2005, Париж) — французький кіноактор. Прославився завдяки ролі K2 у фільмі «13-й район».

## Біографія
Зіграв невелику роль у 1999 році у фільмі «Жанна д'Арк». Згодом з'явився у стрічці «Танґі» (2001). У 2003 році знявся в детективному серіалі «Центральна ніч». У 2004 році зіграв свою першу велику роль у фільмі «13-й район». Після появи в епізоді серіалу «The Guardian», 2005 року Д'Амаріо помер від аневризми.